# ترومانتادين
ترومانتادين مضاد فيروسات يستخدم لعلاج فيروس الهربس البسيط
يوجد عشكل جل موضعي تحت المسمى التجاري Viru_Merz و Viru_Merz Serol؛ أداؤه مشابه لدواء آسيكلوفير.
مشتقات الأدامانتان المشابهة   : ريمانتدين ، أمانتادين , أدابرومين، ترومانتدين .
آليه العمل :
ترومانتادين يثبط المراحل الأولى والنهائية لدورة تضاعف الفيروس .
يغير البروتين السكري للخلايا  المضيفة
وبالتالي يمنع  امتصاص الفيروس  و يثبط عبوره .  
كما يمنع إزالة الغلاف المحيط بالفريون.

## وصلات خارجية
- Viru-Merz website